# Gilera
Gilera és una empresa italiana fabricant de motocicletes que va ser fundada el 1909 a Arcore (província de Monza i Brianza) per Giuseppe Gilera. Des del 1969, Gilera és propietat de Piaggio, actualment el quart major fabricant de motocicletes del món.

## Història

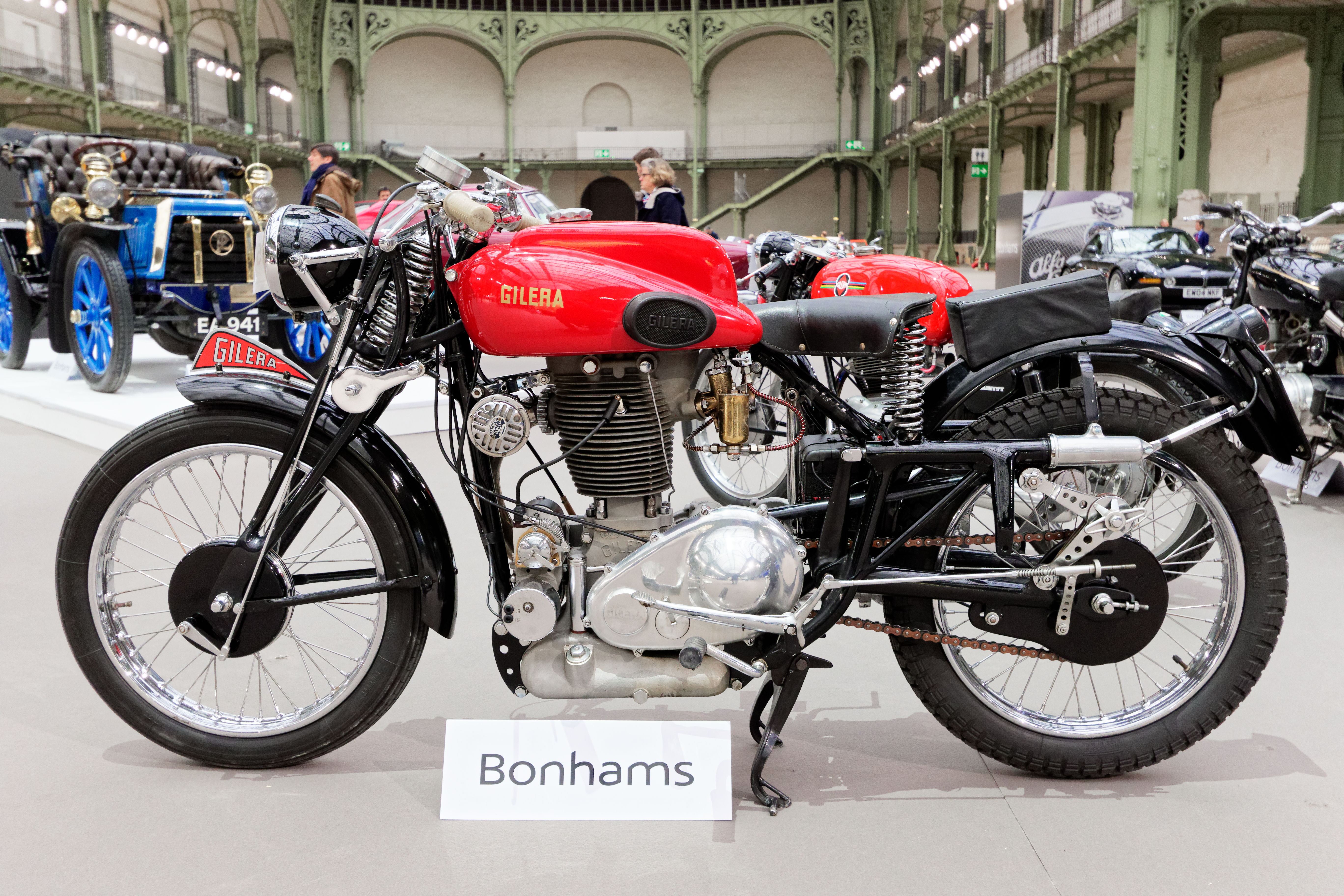
Una VTE Gran Sport 8 Bulloni de 1939

El 1909, després d'haver obert un petit taller al carrer XXII Marzo de Milà, Giuseppe Gellera (el cognom de naixement, Gellera, se'l va canviar legalment a "Gilera" el 1939) va crear la seva fàbrica a Arcore, a poc més de 20 km de Milà. Aquell mateix any va aparèixer la primera motocicleta amb el nom de Gilera, la VT 317.
El 1918, acabada la Primera Guerra Mundial, Gilera va produir motocicletes de 500 cc i va començar a participar-hi amb èxit a les competicions internacionals més prestigioses de l'època. El motor era de vàlvula lateral (no fou fins a la dècada del 1930 que l'empresa en va començar a fer servir de vàlvules aèries) i donà lloc als models Quattro Bulloni 500 i Otto Bulloni (bulloni vol dir "cargols" en italià).
El 1935, Gilera va adquirir els drets del motor de quatre cilindres "Rondine", desenvolupat per l'empresa romana d'aeronàutica CNA, el qual va ser la base de les motos de competició de la marca durant gairebé quatre dècades. Basant-se en aquest motor se'n va desenvolupar una gamma de quatre temps des dels 100 fins als 500 cc. El 1936 es va presentar la Gilera Rondine, equipada amb motor de quatre cilindres en línia de 500 cc dotat de compressor. Aquesta moto va establir el nou rècord mundial de l'hora (a 274,181 km/h, un rècord establert per Piero Taruffi el 1937) i va guanyar el Campionat d'Europa de 1939 amb Dorino Serafini de pilot.
La Segona Guerra Mundial va interrompre totes les activitats de Gilera, com els va passar a tots els fabricants de motocicletes de l'època.

### Postguerra

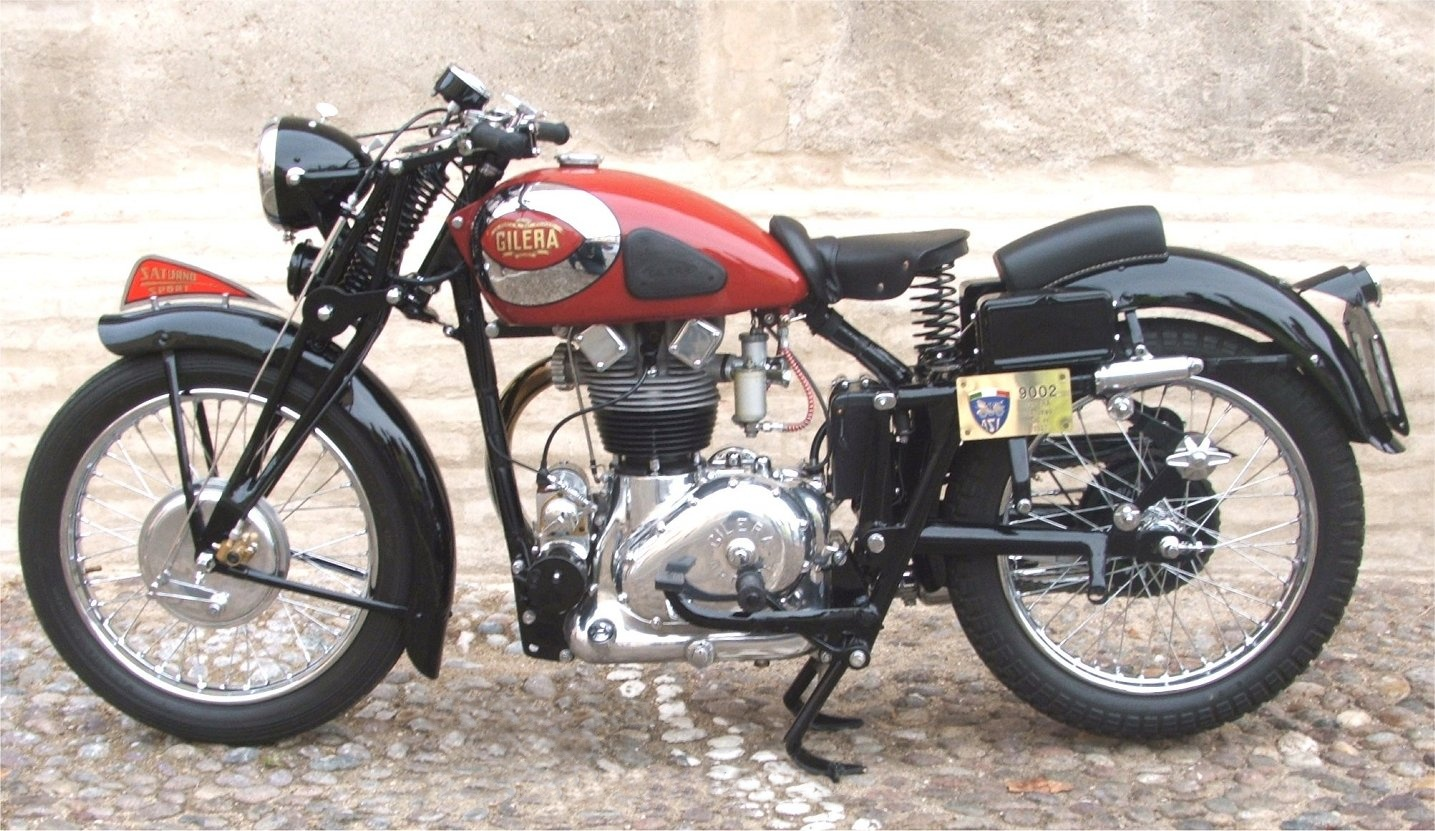
Gilera 500 Saturno Sport de 1947

Poc després d'acabada la guerra, el 1946, l'empresa va presentar un altre model que va fer història: la Saturno 500. La gamma es va completar amb diverses motocicletes de petita i mitjana cilindrada (la Nettuno 250 i 125, posteriorment augmentada a 150 i 175 cc). La nova 500 de quatre cilindres va dominar la categoria màxima del mundial de motociclisme (500cc) en renyida competència amb les Norton, Moto Guzzi i MV Agusta; amb unitats d'aquesta moto pilotades per Umberto Masetti, Geoff Duke i Libero Liberati, Gilera va guanyar sis títols mundials entre 1950 i 1957.
Durant la dècada del 1950, Gilera aconseguí també nombrosos èxits en el sector del fora d'asfalt, especialment als campionats d'Itàlia de motocròs i d'enduro (anomenat aleshores a Itàlia regolarità) gràcies a Domenico Fenocchio. Des d'aleshores, Gilera anà desenvolupant models específics per a aquestes modalitats i, amb els anys, la marca aconseguí nombroses victòries als Sis Dies Internacionals i a les proves més emblemàtiques de l'època, com ara la Valli Bergamasche.
L'augment dels costos i els primers signes de la crisi que va afectar el sector de la motocicleta uns anys després, a causa de la creixent popularitat dels automòbils, van fer que Gilera decidís retirar-se de les competicions el 1957, d'acord amb Moto Guzzi i Mondial. La marca no tornà als Grans Premis fins al 1992.
A partir de la dècada del 1960, Gilera va llançar diversos models que van obtenir un bon èxit comercial, entre ells les Giubileo, Rossa, Turismo i Sport, juntament amb la renovada Saturno, la 125 Regolarità Casa i la 300 Bicilindrica.

### La compra per part de Piaggio

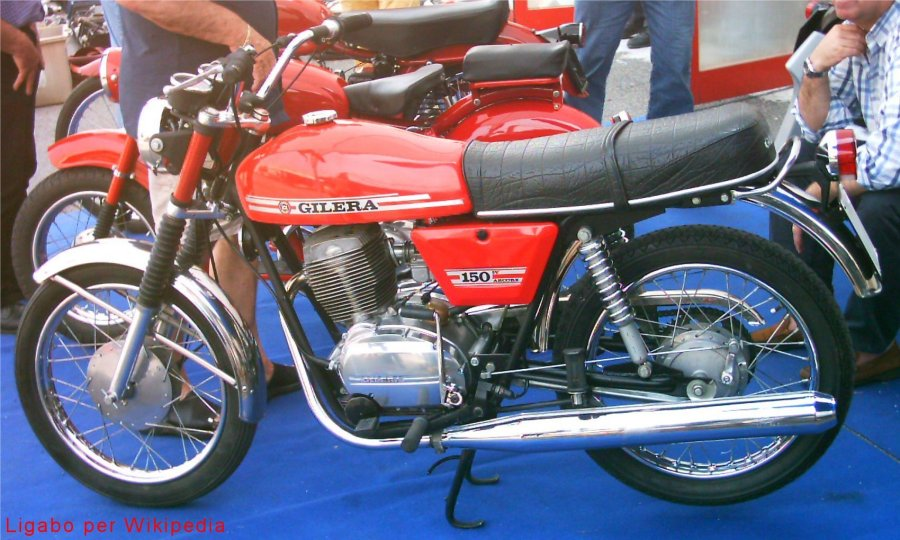
Una Gilera 5V Arcore 150 de 1973

El 23 de novembre de 1969, Gilera va ser adquirida pel Grup Piaggio. El nou propietari va fer importants inversions a tota la gamma, especialment enfocades a activitats fora d'asfalt, una modalitat que ja havia donat prestigi a la marca en aquells moments. La 125 Bicilindrica Cross n'és l'exemple més conegut.
En el camp de les motos de carretera, es va presentar la 5V Arcore, disponible en dues cilindrades (125 i 150 cc), que va continuar l'èxit de les reeixides 124 dels seixanta. La tendència continuà amb la sèrie "TG". Una autèntica innovació va ser l'entrada al sector dels ciclomotors fora d'asfalt, dominat aleshores per marques com ara Fantic Motor, Aspes, Benelli o Milani. Amb el model 50 Trial 5V, que es podia conduir sense llicència a Itàlia, Gilera va guanyar el seu espai de mercat dins el grup d'edat a partir dels catorze anys. La sèrie es completava amb el model de carretera Touring i les seves insòlites germanes matriculables, anomenades 7HP, destinades a joves de setze anys amb llicència A. La Trial Codice va ser el model més reeixit, amb milers d'unitats venudes. El 1974 es va afegir a la gamma la versió 50 Enduro, la qual, però, no va tenir tant d'èxit per més que recordés el reeixit model de competició d'enduro 50 6V Competizione en les seves línies i esquema de colors.
Gilera es mantenia d'actualitat a l'època també gràcies a les nombroses iniciatives esportives patrocinades per la marca, entre les que en destacà el raid First Climbing to Kilimanjaro 5000 de 1971, una ascensió en moto a la muntanya africana fins a una altitud de 5.000 metres (més tard, el 1974, una expedició motoritzada catalana, la Moto Igualada-Kilimanjaro, hi va fer el cim).

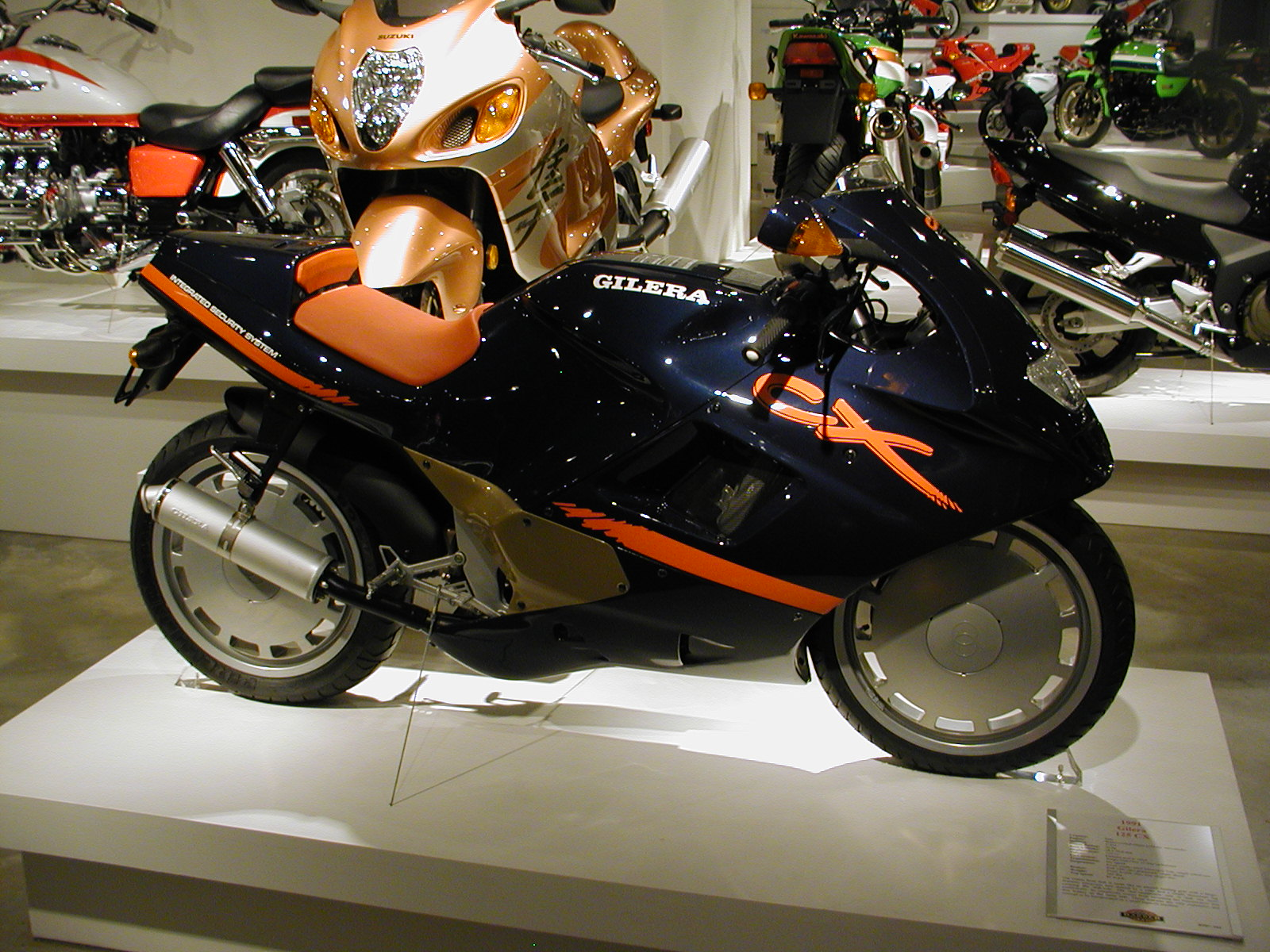
Una Gilera 125 CX de 1991

Durant la dècada del 1980, Gilera va presentar una nova sèrie de motors de quatre temps monocilíndrics DOHC derivats d'automòbil, els bi-4, en cilindrades de 350 i 500 cc (aquesta, més tard, augmentada a 558 cc). El disseny del nou motor va ser confiat a Cesare Bossaglia, coautor amb Rudolf Hruska del motor boxer de l'Alfa Romeo Alfasud. Bossaglia va acabar el projecte a finals de 1984, però no va tenir temps de completar el desenvolupament dels prototips a causa d'una greu malaltia que li va causar la mort l'any següent. Les variants necessàries per a l'entrada en producció van ser seguides pel seu amic i col·laborador Bruno Grana i pel tècnic de Gilera Alessandro Colombo. El primer model que va comptar amb el nou motor va ser la trail Dakota 350 de 1986. Aquests motors de producció també es van utilitzar per a les motocicletes de competició d'enduro, les RC 600 i RC 750.
En aquella època, a banda de l'enduro, Gilera desenvolupà una intensa activitat en el motocròs i presentà potents equips de fàbrica al mundial, especialment al de 125cc. Entre altres pilots de nivell, les Gilera 125 oficials van ser confiades a Gaston Rahier i Michele Rinaldi.
El 1991 va aparèixer la Gilera Nordwest, disponible en cilindrades de 350 i 600 cc, una motocicleta innovadora i precursora de les supermotos actuals però que va tenir poc èxit malgrat la seva conducció i rendiment interessants, combinades amb la fiabilitat del motor Gilera bi-4.
Durant aquells anys també van experimentar un considerable impuls tecnològic altres motos de carretera i es van llançar les SP02 i CX125, amb un disseny futurista que es caracteritza sobretot per la forquilla frontal d'un sol braç.

### Tancament i trasllat a Pontedera
El 1993, el Grup Piaggio va anunciar el cessament d'activitats a la planta de la Via Cesare Battisti 70 d'Arcore, la qual va ser clausurada i venuda a tercers. Part de la maquinària, recursos humans i de recerca es van traslladar a les instal·lacions de Piaggio a Pontedera (província de Pisa). Si bé en aquesta ocasió alguns models –com la Gilera Bullit– es van deixar de produir, a Pontedera es va fer el muntatge dels models encara en catàleg i considerats rendibles o per als quals el cicle de vida encara no estava acabat (entre aquests, la Gilera RC 600 en versions Nordwest, Cobra i R).

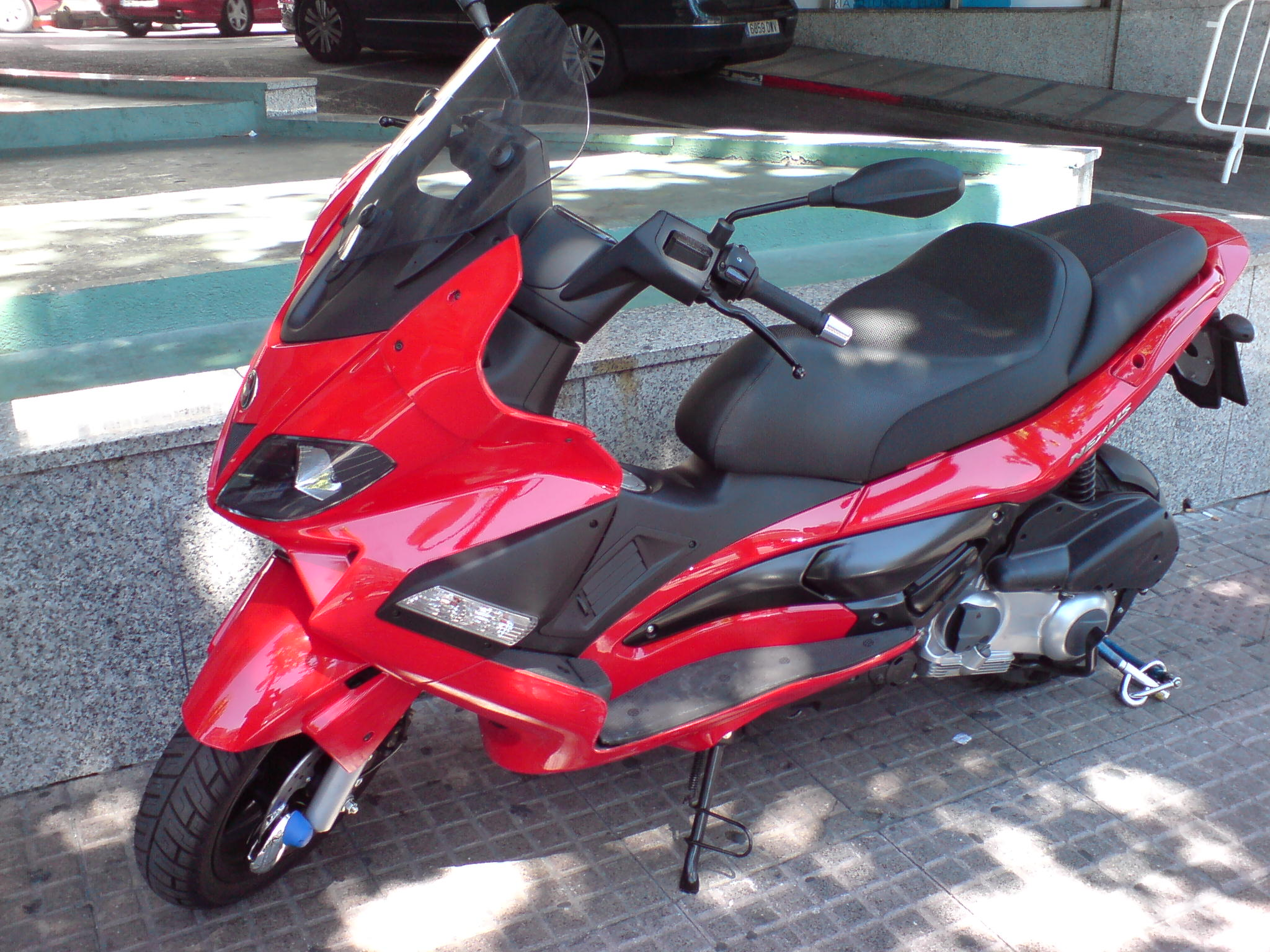
Escúter Gilera Nexus 500 (2008)

Al mateix temps, es va intentar diversificar la producció introduint una gamma d'escúters, necessàriament esportius segons la tradició de la marca. La Gilera Runner (50, 125, 180 i 200 cc, de dos i quatre temps) en va ser el model més reeixit al mercat. Malgrat tot, l'èxit de la gamma d'escúters va provocar com a contrapartida l'abandonament definitiu de la gamma de motocicletes per part de Gilera. L'empresa va continuar, però, participant en la investigació i produint noves idees d'èxit moderat com ara la DNA, un encreuament entre una moto tradicional i un escúter.
Al Saló de l'Automòbil de Milà del 2003, Gilera va presentar la Ferro, amb un disseny apreciat però sobretot caracteritzat per una autèntica caixa de canvis automàtica. La que se suposava que era la primera "motocicleta automàtica" de l'era moderna (no pas la primera de la història, ja que aquesta havia estat la V1000 Idroconvert de Moto Guzzi el 1971), però, només es va mantenir en la fase de prototip, ja que no havia obtingut resposta al mercat.
El 2003 es van comercialitzar dos nous models de 50 cc: la Gilera RCR d'enduro i la seva "germana" supermotard SMT. El 2004 es va llançar un altre producte innovador, un escúter de 500 cc de temperament especialment esportiu i amb suspensió posterior ajustable, la Nexus 500.
El setembre de 2007 es va presentar la GP800, en aquell moment l'escúter de sèrie més potent mai produït: lliurava 75 CV i declarava una velocitat màxima de 200 km/h, amb una acceleració de 0 a 100 km/h en 5,6".
El 2008, la gamma Nexus s'amplià amb les versions de 250 i 300 cc. El 2011, el Grup Piaggio transferí la gamma Nexus a la marca Aprilia, dins el mateix grup, amb el nom de SR Max, mentre que la GP800 evolucionà, de nou amb la marca Aprilia, a la nova SRV 850, deixant molta incertesa sobre les estratègies futures relacionades amb la marca Gilera.

## Competició

### Velocitat

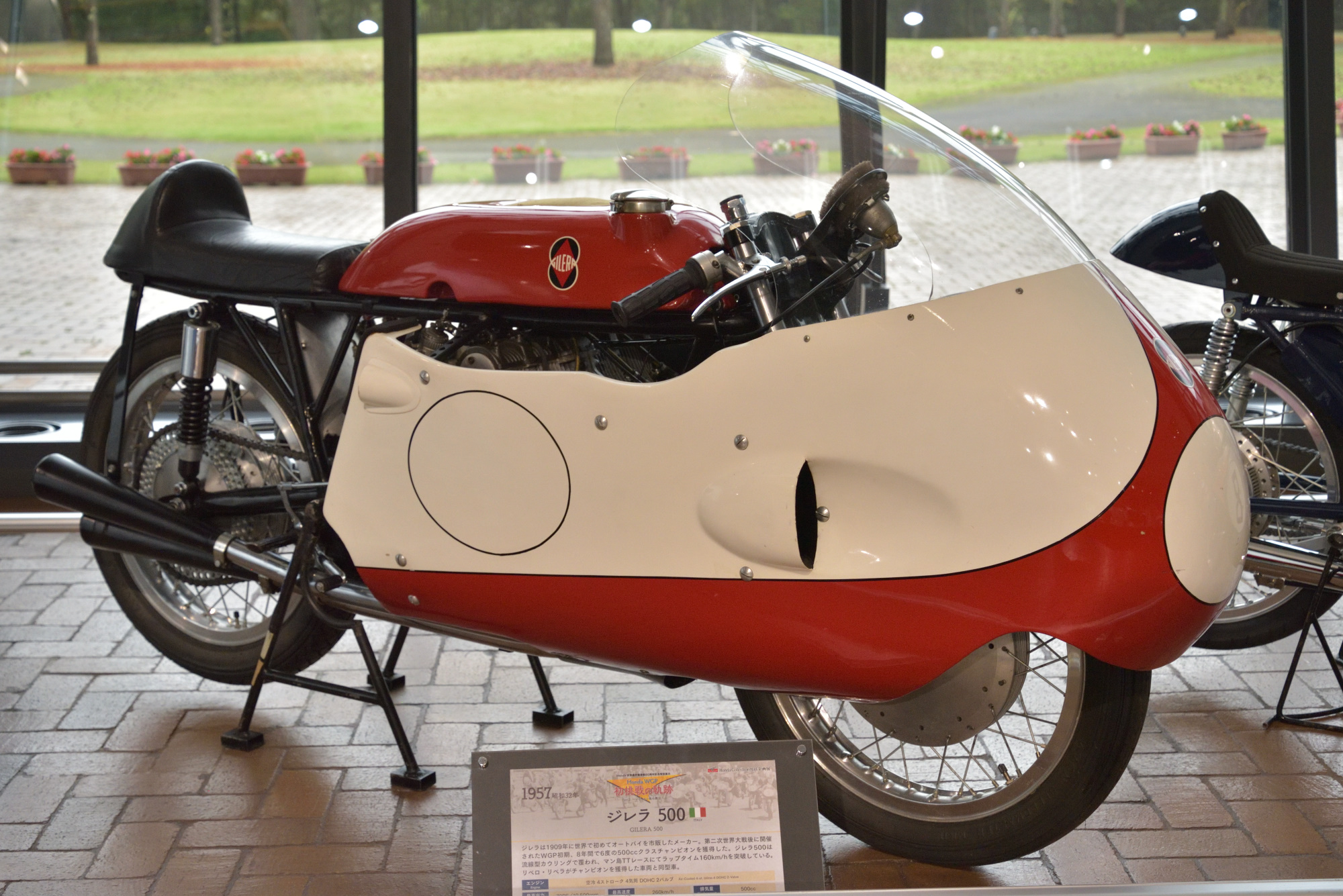
Una Gilera 500 GP de 1957

Després de la Segona Guerra Mundial, Gilera va dominar els Grans Premis i va guanyar el mundial de 500cc sis vegades en vuit anys, abans de retirar-se després de la temporada de 1957 com a mesura de reducció de costos. Les motos de 500cc de 1957, amb què l'ex-campió del món Geoff Duke va aconseguir diversos èxits, es van recuperar la temporada de 1963 i, gràcies a l'avantatge de la renovada i millorada tecnologia de pneumàtics dels seixanta, encara es van considerar competitives. L'equip va ser ideat per Duke per a desafiar el domini de Mike Hailwood amb la MV Agusta i va aconseguir èxits inicials amb els pilots Derek Minter i John Hartle als circuits de Silverstone, Brands Hatch i Imola.
Al maig de 1963, Minter va patir ferides greus mentre corria amb una Norton a Brands Hatch i Phil Read va ocupar el seu lloc a l'equip per a les curses del TT de l'illa de Man. Read va acabar tercer darrere del seu company d'equip Hartle en aquell TT. L'equip només va córrer aquella sola temporada, en curses seleccionades. El 1966, Minter va aconseguir les Gilera per al TT d'aquell any, de nou sense èxit, ja que es va estavellar a Brandish Corner durant els darrers entrenaments abans de la setmana de curses -per culpa de la carretera mullada després d'un ruixat- i es va trencar el canell esquerre, cosa que va posar fi a la seva temporada aquell any. Les motos es van fer córrer a Brands Hatch més endavant, aquell mateix any.
Més tard, ja durant l'època de Piaggio, el grup va recuperar la marca Gilera per a participar en els mundials de 125cc i 250cc. Tant en una categoria com en l'altra, la marca obtingué èxit i en guanyà el mundial sengles temporades (Manuel Poggiali el de 125cc el 2001, i Marco Simoncelli el de 250cc el 2008).

#### Palmarès
Campionat d'Europa
Gilera va guanyar un Campionat d'Europa de velocitat:
| Any  | Classe | Campió          |
| ---- | ------ | --------------- |
| 1939 | 500cc  | Dorino Serafini |

Campionat del Món

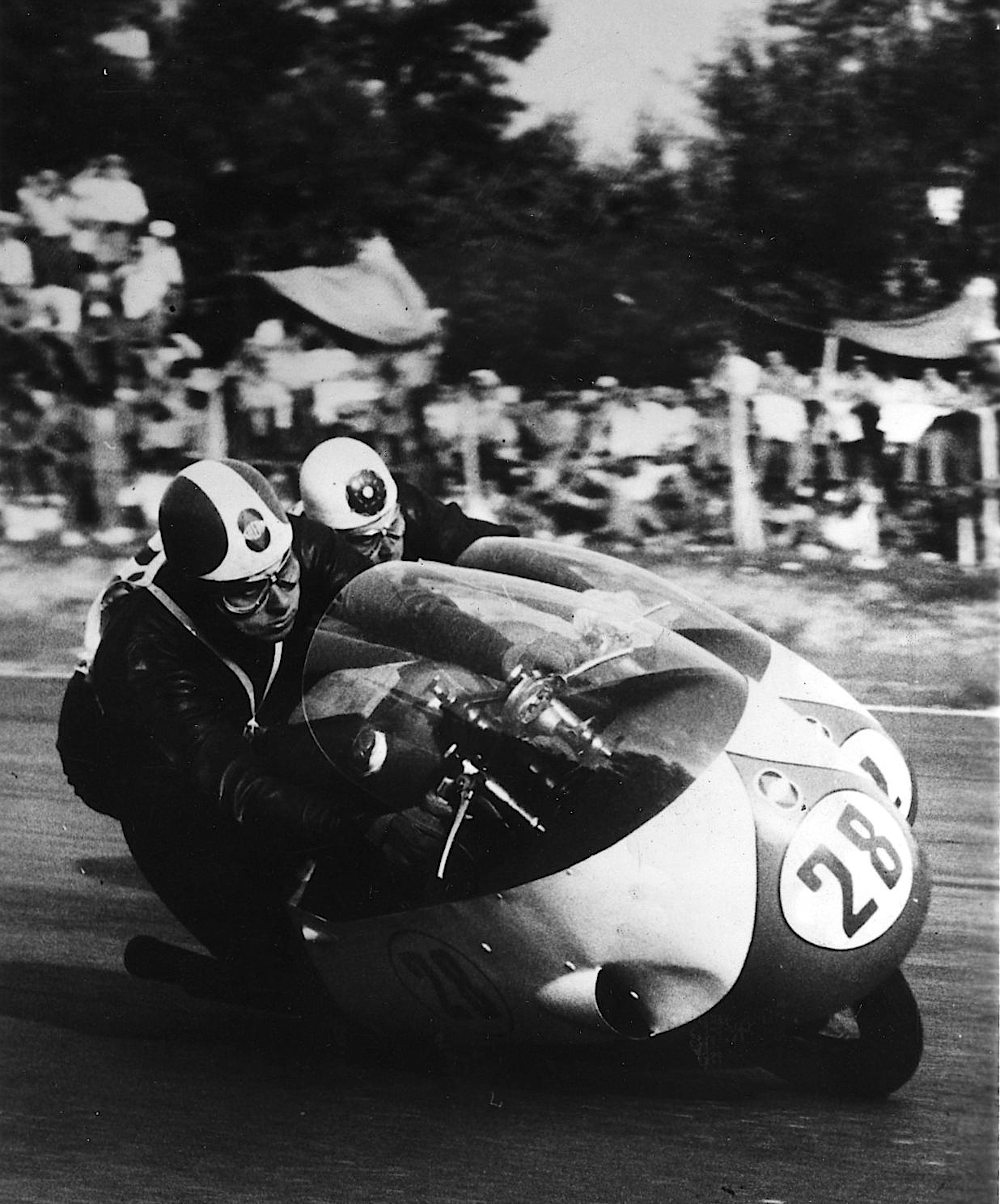
El pilot de Gilera Libero Liberati (n. 28) encalçat al revolt "Parabolica" de Monza pel seu company d'equip Geoff Duke, al de 1956

Gilera va guanyar 8 títols de pilots i 4 de constructors al llarg de la seva història:
| Any  | Classe | Campió           | Constructors |
| ---- | ------ | ---------------- | ------------ |
| 1950 | 500cc  | Umberto Masetti  |              |
|      |        |                  |              |
| 1952 | 500cc  | Umberto Masetti  | 500cc        |
| 1953 | 500cc  | Geoff Duke       | 500cc        |
| 1954 | 500cc  | Geoff Duke       |              |
| 1955 | 500cc  | Geoff Duke       | 500cc        |
|      |        |                  |              |
| 1957 | 500cc  | Libero Liberati  | 500cc        |
|      |        |                  |              |
| 2001 | 125cc  | Manuel Poggiali  |              |
|      |        |                  |              |
| 2008 | 250cc  | Marco Simoncelli |              |

Tourist Trophy
Els podis de Gilera al TT de l'illa de Man:
| Any  | Classe | Pilot        | Classificació | Equip                |
| ---- | ------ | ------------ | ------------- | -------------------- |
| 1955 | 500cc  | Geoff Duke   | 1r            |                      |
|      |        |              |               |                      |
| 1957 | 350cc  | Bob McIntyre | 1r            |                      |
| 1957 | 500cc  | Bob McIntyre | 1r            |                      |
|      |        |              |               |                      |
| 1963 | 500cc  | John Hartle  | 2n            | Scuderia Duke Gilera |
| 1963 | 500cc  | Phil Read    | 3r            | Scuderia Duke Gilera |

### Motocròs

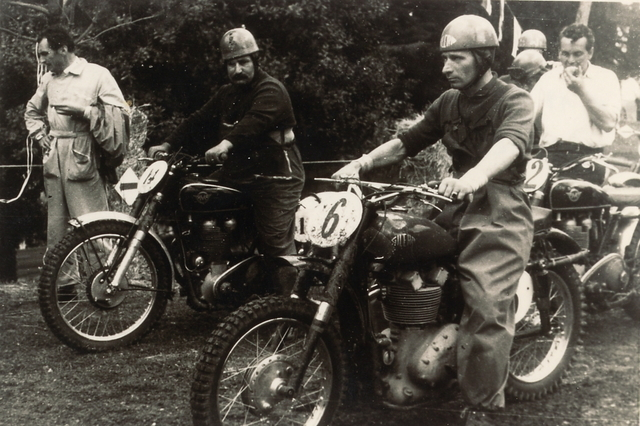
Domenico Fenocchio (6) amb la Saturno 500 en un motocròs dels 50

Gilera va començar a competir amb èxit en motocròs ja des de començaments dels anys 50. De la Saturno 500 se'n va comercialitzar una versió específica per a aquesta modalitat, la Saturno 500 Cross, que va assolir nombrosos èxits esportius a mans de pilots com ara Domenico Fenocchio (tres vegades campió d'Itàlia amb aquesta moto), Vincenzo Soletti i Lanfranco Angelini. El francès d'origen italià Carlo Molinari va guanyar dos campionats de França amb la Gilera (1954-1955).
Calgué esperar dues dècades perquè la marca tornés a primera línea en aquesta modalitat, en aquest cas a escala internacional. Des de mitjan anys 70, Gilera va desenvolupar models de motocròs molt competitius amb els quals participà oficialment en el campionat del món, especialment a la categoria "petita" (125cc) però també a la dels 250cc. Dario Nani aconseguí, ja a partir de 1976, bons resultats al mundial de 125cc amb les noves Gilera, però fou durant la dècada del 1980 quan la marca obtingué els seus majors èxits. Pilots com ara Gaston Rahier, Michele Rinaldi (dues vegades seguides tercer al mundial, els anys 1981 i 1982), Corado Maddii (subcampió del món el 1982) i Mark Velkeneers foren els més destacats amb les motos italianes als 125cc. Velkeneers, a més, aconseguí el quart lloc final als 250cc la temporada de 1984.
A l'estat espanyol, diversos pilots de nivell competiren amb les vermelles Gilera durant els 80. El més reeixit fou Randy Muñoz, subcampió d'Espanya de 125cc els anys 1980 i 1981 i subcampió de 250cc també el 1981. Altres pilots de Gilera amb èxit al campionat d'Espanya varen ser Domingo Illa, Pablo Colomina i Juan José Barragán.